# Cantone di Port-Sainte-Marie
Il Cantone di Port-Sainte-Marie era una divisione amministrativa dell'arrondissement di Agen.
È stato soppresso a seguito della riforma complessiva dei cantoni del 2014, che è entrata in vigore con le elezioni dipartimentali del 2015.
Comprendeva i comuni di:
- Aiguillon
- Bazens
- Bourran
- Clermont-Dessous
- Frégimont
- Galapian
- Lagarrigue
- Nicole
- Port-Sainte-Marie
- Saint-Salvy